# 錫利什泰亞克魯奇鄉
44°02′N 23°29′E / 44.033°N 23.483°E
錫利什泰亞克魯奇鄉（羅馬尼亞語：Comuna Siliștea Crucii, Dolj），是羅馬尼亞的鄉份，位於該國西南部，由多爾日縣負責管轄，處於布加勒斯特以西210公里，每年平均降雨量906毫米，海拔高度58米，2007年人口1,764。